# Parcul Drapelelor din Suceava

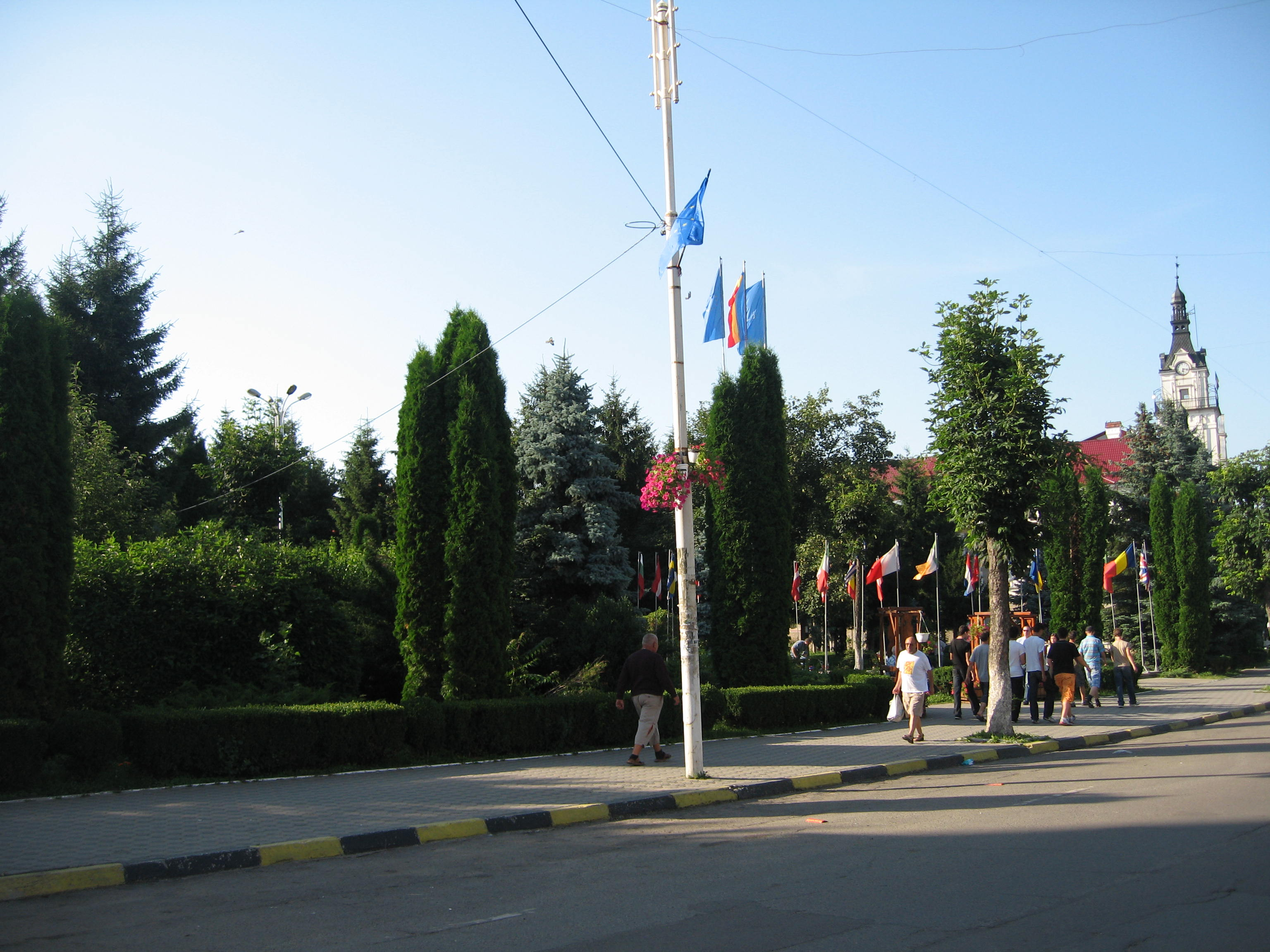
Parcul Drapelelor din Suceava și turnul cu ceas al Palatului Administrativ

Parcul Drapelelor (sau Parcul Steagurilor) este un parc amenajat în centrul municipiului Suceava, lângă Palatul Administrativ.

## Așezare
Parcul Drapelelor constituie un spațiu verde de dimensiuni mai reduse și se învecinează cu Parcul Profesor Ioan Nemeș, fiind practic o continuare a acestuia în partea de nord-vest, dincolo de strada Ștefan cel Mare și până la strada Vasile Bumbac. În imediata proximitate se află Palatul Administrativ, Palatul de Finanțe și Casa Sindicatelor.

## Monumente
În mijlocul parcului, la strada Ștefan cel Mare, este amplasată statuia „Bucovina înaripată” (sau Monumentul eroilor și martirilor Bucovinei), monument din fibră de sticlă realizat de către sculptorul Mircea Dăneasa. Statuia, ce are o înălțime de 8,5 metri și o greutate de circa 550 de kilograme, a fost amplasată inițial în Piața 22 Decembrie (esplanada din fața Casei de Cultură), fiind inaugurată în data de 28 mai 2009, de Ziua Eroilor României. Ca urmare a faptului că în Piața 22 Decembrie urma să se demareze construcția unei parcări subterane, la data de 9 decembrie 2010 statuia a fost mutată în Parcul Drapelelor, unde se găsește și în prezent. Monumentul este poziționat în centrul unui mic platou încadrat pe trei laturi de steagurile celor 27 de țări membre ale Uniunii Europene.
La 27 octombrie 2018, cu ocazia centenarului Marii Uniri, a fost dezvelit bustul lui Iancu Flondor (1865–1924), om politic din Bucovina, care a militat pentru unirea acesteia cu Regatul României. La 24 ianuarie 2022, când se aniversează Unirea Principatelor Române, a fost inaugurat bustul lui Alexandru Ioan Cuza (1820–1873), urmat, în același an, pe 28 noiembrie, de ziua Unirii Bucovinei cu România, de bustul generalului Iacob Zadik (1867–1970), comandantul forțelor române ce au intrat în Bucovina la sfârșitul anului 1918. Toate cele trei busturi sunt realizate din bronz de către sculptorul Virgil Scripcariu, fiind montate pe socluri din beton așezate pe postamente. Sunt orientate către strada Ștefan cel Mare, formând împreună Aleea Unioniștilor din Parcul Drapelelor.

## Imagini

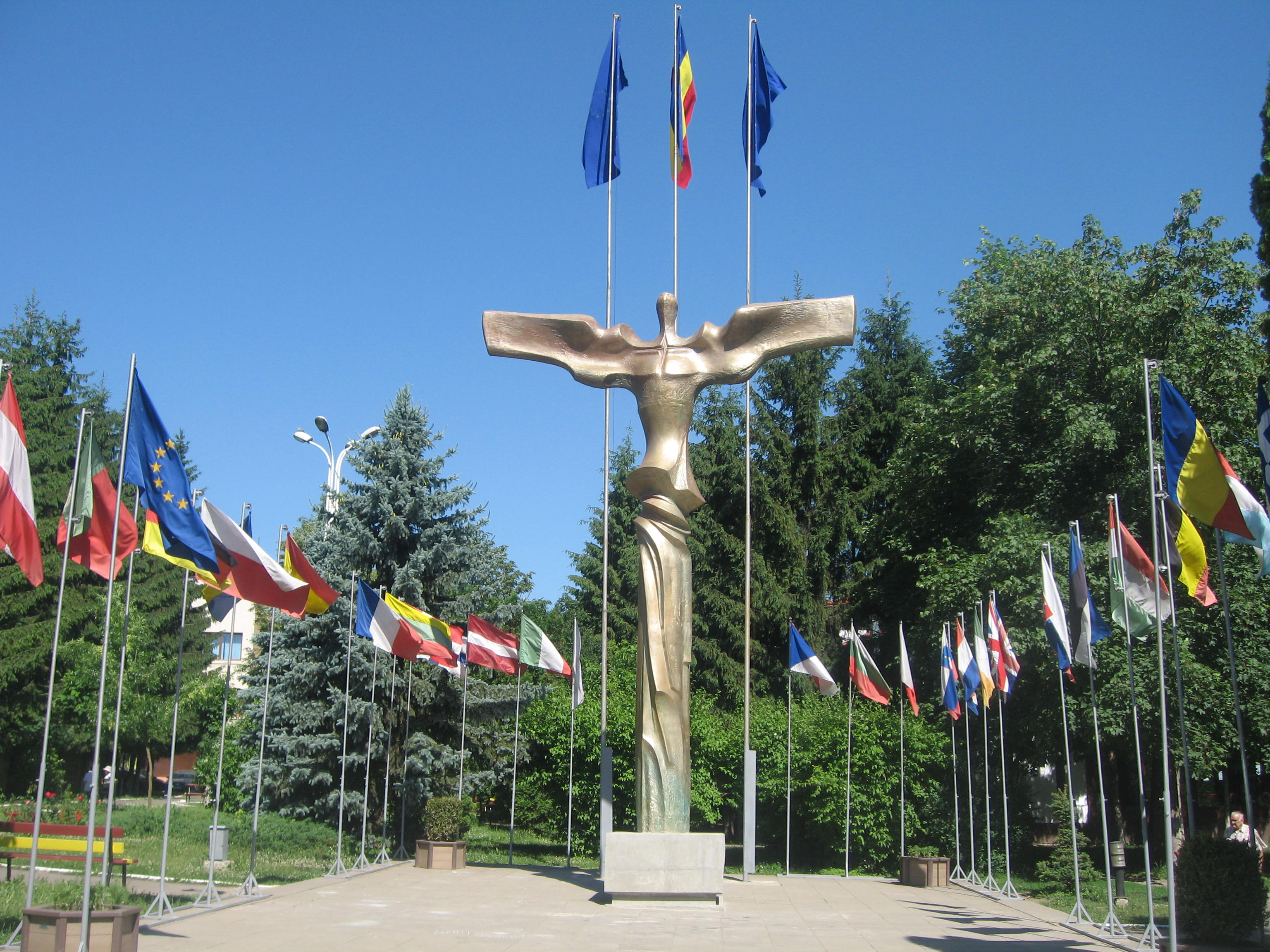
Statuia „Bucovina înaripată”
Bustul generalului Iacob Zadik
Bustul lui Alexandru Ioan Cuza
Bustul lui Iancu Flondor